# Las niñas Quispe
Las niñas Quispe è un film del 2013 diretto da Sebastián Sepúlveda.